# Volvo B12BLE
Volvo B12BLE — серия городских коммерческих низкопольных автобусов производства Volvo Bussar, серийно выпускавшихся в период с 2001 по 2011 год.

## Информация
B12BLE оснащён 12-литровым двигателем Volvo DH12, который основан на двигателе D12 крупнотоннажных грузовых автомобилей Volvo FH. Двигатель DH12D соответствует уровню выбросов Евро-3, а DH12E соответствует уровням 4 и 5 с технологией SCR. Двигатель установлен горизонтально, как в B10BLE. Радиатор установлен сзади с правой стороны.
В 2001—2005 годах Volvo B12BLE был доступен с двигателем Euro 3 DH12D и автоматическими коробками передач ZF Ecomat2 и Voith D864.3E. С 2005 года B12BLE был доступен с обновлённой электрической системой. Доступными трансмиссиями были 6-ступенчатые ZF 6HP602C, Voith D864.3E и Volvo I-Shift.
В 2006 году шасси было модернизировано путём замены двигателя DH12D на двигатель DH12E и трансмиссий ZF 6HP602C, Voith D864.3E и Volvo I-Shift на ZF Ecomat4 и Voith D864.5, чтобы соответствовать стандартам выбросов Евро 4 и 5.
B12BLE также был доступен в шарнирно-сочленённой форме с 2005 года, который известен как шасси B12BLEA. B12BLE также производится в Европе в виде полностью интегрированного автобуса — Volvo 8500LE и Volvo 8700LE.